# WASP-67
WASP-67 — звезда в созвездии Стрельца. Находится на расстоянии приблизительно 733 световых лет от Солнца. Вокруг звезды обращается, как минимум, одна планета.

## Характеристики
WASP-67 является звездой 12,5 видимой звёздной величины, которая по размерам и массе немного уступает нашему Солнцу. Это оранжевый карлик главной последовательности с массой и радиусом, равными 87% и 87% солнечных соответственно. Температура поверхности составляет около 5240 кельвинов.

## Планетная система
В 2011 году группой астрономов, работающих в рамках программы SuperWASP, было объявлено об открытии планеты WASP-67 b в системе. Открытие планеты было совершено транзитным методом. Она представляет собой горячий газовый гигант с массой и радиусом, равными 0,42 и 1,4 юпитерианских соответственно. Планета обращается на расстоянии около 0,05 а.е. от родительской звезды, совершая оборот за четверо с лишним суток. В результате действия приливных сил планета всегда повернута к материнской звезде одной стороной. При помощи космического телескопа Hubble изучены спектры планет WASP-67 b и HAT-P-38 b, показавшие отличия в свойствах их атмосфер.